# 皮羅利峰
44°55′19″N 6°21′29″E / 44.92194°N 6.35806°E

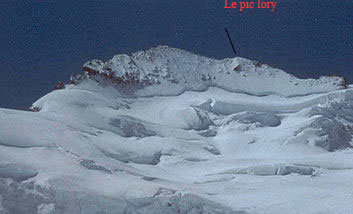

皮羅利峰（法語：Pic Lory），是法國的山峰，位於該國東南部，由奧弗涅-羅納-阿爾卑斯大區和普羅旺斯-阿爾卑斯-蔚藍海岸大區負責管轄，屬於西阿爾卑斯山脈的一部分，海拔高度4,087米，人類在1864年6月25日首次登上該山峰。